# Association des producteurs de cinéma
 (février 2016).
Pour les articles homonymes, voir APC.
L’Association des producteurs de cinéma (APC) est une association française née en avril 2007 du rassemblement de cent-vingt sociétés de production. Elle a vocation à défendre les droits des producteurs indépendants, vis-à-vis des pouvoirs publics, des chaînes de télévision et des fournisseurs d'accès Internet.
L’Association des producteurs de cinéma est présidée par Marc Missonnier.

## Description
Ces cent-vingt producteurs ont travaillé de concert pour refonder les statuts de l'ancienne Chambre syndicale des producteurs de films, créée elle en 1944, et qui avait été à l'origine de la création de nombreux organismes professionnels : le Festival de Cannes, le marché du Film à Cannes, Unifrance, la Société civile pour la perception et la répartition des droits de représentation publique des films cinématographiques (Procirep), l'Association de gestion internationale collective des œuvres audiovisuelles (AGICOA), Eurocinema, le Comité des industries cinématographiques et audiovisuelles des Communautés européennes et de l'Europe extracommunautaire (CICCE).
L'APC est dirigée par un conseil de direction de trente-sept membres et un bureau de huit membres. Elle compte parmi ses anciens présidents : Jean-François Lepetit, Antoine de Clermont-Tonnerre, Frédérique Dumas, Alain Poiré, Paul Claudon, Gérard Ducaux-Rupp, Gérard Beytout, Raymond Danon, Georges Dancigers ou Georges Lourau.
En mai 2016, l'Association des producteurs de cinéma et l'Union des producteurs de films annoncent leur fusion pour former l'Union des producteurs de cinéma.

### Activité de lobbying
Pour l'année 2017, l'UPC déclare à la Haute Autorité pour la transparence de la vie publique exercer des activités de lobbying en France pour un montant qui n'excède pas 50 000 euros.